# ...Non ci posso credere
...Non ci posso credere (Tous les soleils) è un film del 2011 diretto da Philippe Claudel.
Il soggetto è tratto dal romanzo del 1984 Tous les soleils di Bertrand Visage.

## Trama
Alessandro, un italiano, vedovo, che insegna musicologia all'università di Strasburgo, è alle prese con il primo amore della figlia adolescente, e con il fratello Luigi che ha lasciato l'Italia dopo la vittoria di Silvio Berlusconi alle elezioni e vive come un rifugiato politico.
Nella colonna sonora sono presenti brani da La Tarantella / Antidotum Tarantulae di Christina Pluhar con Lucilla Galeazzi e Marco Beasley.

## Distribuzione
In Italia, dove la pellicola non è approdata nelle sale cinematografiche, il film è stato trasmesso per la prima volta, doppiato, su Sky Cinema Passion HD il 14 ottobre del 2012, mentre l'uscita del DVD è prevista per il 23 gennaio 2013. È passato su Rai Movie il 31 luglio 2015.